# مجرد لاعبين

كانت مسرحية مجرد لاعبين تعد عرضاً مسرحياً من رجل واحد كتبه وأداه باري مورس. درس حياة سلسلة من الممثلين وآخرين من العصر الإليزابيثي حتى يومنا هذا. العنوان مستمد من سطور كتبها ويليام شكسبير في مسرحيته كما تشاء: 
جميع مراحل العالم
وجميع الرجال والنساء مجرد لاعبين:
لديهم مخارجهم ومداخلهم.

ورجل واحد في عصره يلعب العديد من الأجزاء.
تضمنت الدراما المكونة من فصلين عدة مقتطفات من حياة «مجرد لاعب» باري مورس ومسيرته المهنية، وتضم أكثر من اثني عشر شخصية ثلاثة منهم نساء، واثنين من  الموسيقيين. يبحث عن قطعة مسرحية يمكن أن يؤديها من أجل الفوائد وجمع التبرعات، في عام 1959 ظهر مورس لأول مرة على خشبة المسرح لأول مرة في بوسطن، ماساتشوستس.
قدم لاحقًا العرض في مدينة نيويورك في عام 1965 في ذروة شعبية مسلسله التلفزيوني «الهارب»، وفي مدن أخرى لأسباب ومخاوف مختلفة، بالإضافة إلى جمع التبرعات لشركات المسرح المحلية والمتخصصة في الولايات المتحدة وكندا. تم دمج أحدث أشكال اللعب فقط في عام 1984 عندما قام مورس بجولة وطنية في كندا لجمع كل من الدعاية والأموال لدور الفنون الاستعراضية في كندا ومراكز التقاعد ل مقدمي العروض (الممثلين والمطربين والراقصين وغيرهم) الذين لهم صلة بفنون الاداء. بعد الجولة، واصل أداء العرض في جميع أنحاء أمريكا الشمالية على مدار العقدين المقبلين بين مشاريع التلفزيون والأفلام، بما في ذلك في عدد من المناسبات لجمع الأموال والتوعية على حد سواء لعلاج وبحوث مرض باركنسون. توفي مورس في فبراير 2008.
ومن بين المنتجات الهامة الأخرى التي حققتها شركة مجرد اللاعبين (تورنتو، أونتاريو في عام 1993)، (بورتلاند، أوريغون ويوجين، أوريغون في عام 1997)، (كالغاري، ألبرتافي عام 2000)، (وأتلانتا، جورجيا؛ كولومبوس، أوهايو؛ وتامبا، فلوريدا في عام 2002).كما قدم عرضًا في مسرح كينغز في أنابوليس رويال نوفا سكوشا.
نشر الكتاب، مجرد لاعبين، في عام 2003. وفي عام 2004 قدم مورس العرض لأول مرة في لندن، إنجلترا في متحف المسرح في كوفنت جاردن كميزة للصندوق المسرحي الملكي. مجلد شامل جديد يقدم «باري مورس ومجرد لاعبين»، قام بتحريره روبرت وودوأنطوني وين، ويجري إعدادها للنشر في المستقبل، إلى جانب إصدار البرنامج على أقراص دي في دي.

## روابط خارجية
- Official Website of Barry Morse
- Website of Robert E. Wood
- Website of Anthony Wynn